# Thorbjørn Jagland
Thorbjørn Jagland (ur. 5 listopada 1950 w Drammen) – norweski polityk, długoletni lider Partii Pracy, w latach 1996–1997 premier Norwegii, od 2009 do 2019 sekretarz generalny Rady Europy, przewodniczący Norweskiego Komitetu Noblowskiego (2009–2015).

## Życiorys
W 1969 zdał egzamin maturalny, w 1975 ukończył ekonomię na Uniwersytecie w Oslo. Był etatowym działaczem organizacji młodzieżowej laburzystów (w tym w latach 1977–1981 przewodniczącym), a następnie samej Partii Pracy. Od 1986 pełnił funkcję sekretarza generalnego, następnie w okresie 1992–2002 stał na czele tego ugrupowania.
Był radnym okręgu Buskerud, funkcję tę pełnił w latach 1975–1983. W 1993 po raz pierwszy uzyskał mandat posła do Stortingu. Reelekcję uzyskiwał trzykrotnie, w norweskim parlamencie zasiadał nieprzerwanie do 2009, reprezentując okręg Buskerud. Od 1993 do 1996 i od 1997 do 2000 był przewodniczącym frakcji laburzystów. W kadencji 2005–2009 sprawował urząd przewodniczącego Stortingu. Gdy w październiku 1996 Gro Harlem Brundtland ustąpiła z funkcji premiera, Thorbjørn Jagland stanął na czele rządu. Urząd ten sprawował do października 1997, kiedy to władzę przejęła centroprawicowa koalicja skupiona wokół Kjella Magne Bondevika. Od marca 2000 do października 2001 zajmował urząd ministra spraw zagranicznych w pierwszym gabinecie Jensa Stoltenberga.
1 października 2009 objął urząd sekretarza generalnego Rady Europy. 24 czerwca 2014 został wybrany na kolejną pięcioletnią kadencję. Zakończył urzędowanie we wrześniu 2019.